# آلوا (اکلاهما)
آلوا(به انگلیسی: Alva) شهری در ایالت اکلاهما کشور ایالات متحده آمریکا است که جمعیت آن در سرشماری سال ۲۰۱۰ میلادی، ۴٬۹۴۵ نفر بوده‌است.